# Kaliningrad-Siewiernyj
Kaliningrad-Siewiernyj (ros. Калининград-Северный) – przystanek kolejowy w Królewcu, w obwodzie królewieckim, w Rosji. Dawny duży budynek dworcowy, wzniesiony 1930 (proj. Martin Stallmann), po 1945 r. został przebudowany na inne cele.
Znajdują się tu 3 perony – 1 przelotowy i 2 krańcowe, z których wyjazd jest możliwy tylko w kierunku północnym (na Sowieck i Pionierskij).

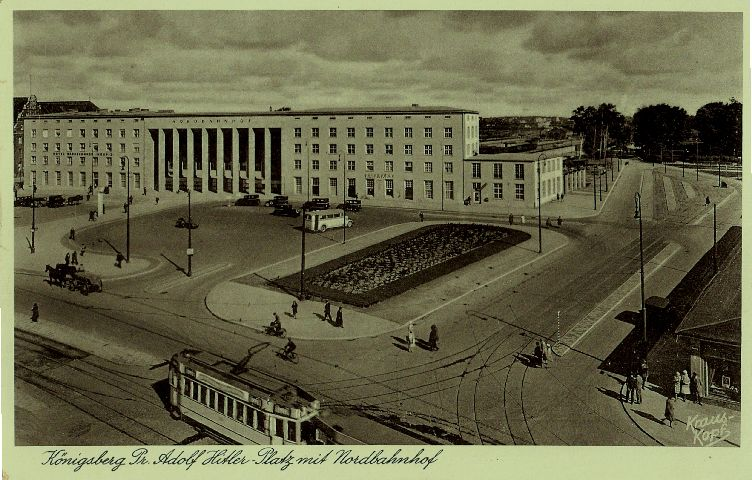
Dworzec Północny w Królewcu (przed 1945)